# Legiunea Poloneză din Turcia
Legiunea poloneză din Turcia (în poloneză Legion Polski w Turcji, în turcă Türkiye'deki Polonya Lejyonu) a fost o forță militară formată la Istanbul de către emigranți din Polonia divizată pentru a lupta de partea Armatei Otomane în Războiul Ruso-Turc din 1877 și 1878.
În 1877, efectivele nu erau foarte numeroase și au fost și mai mult împărțite în două ramuri: europeană și asiatică. Detașamentul asiatic a luptat pe frontul caucazian. Cel european, format din aproximativ 70 de oameni aflați sub comanda lui Józef Jagmin⁠(d), a devenit parte a diviziei comandate de Salha Paşa. Legiunea a participat la Bătălia de la Eski Zagra din Bulgaria, unde au murit mulți legionari, inclusiv Jagmin.